# Regione ecclesiastica Marche
La regione ecclesiastica Marche è un ente ecclesiastico dotato di personalità giuridica eretto dalla Santa Sede ed è una delle sedici regioni ecclesiastiche in cui è suddiviso il territorio della Chiesa cattolica in Italia.

## Territorio
Il territorio corrisponde grosso modo a quello della regione amministrativa Marche. La maggior eccezione è il Montefeltro, amministrativamente marchigiano ma incluso nella diocesi di San Marino-Montefeltro della regione ecclesiastica Emilia-Romagna. A sud la regione ecclesiastica si estende invece a cinque comuni della provincia di Teramo (Abruzzo): Ancarano e parte del comune di Valle Castellana (incluso il capoluogo) nella diocesi di Ascoli Piceno; Civitella del Tronto, Colonnella, Martinsicuro e Sant'Egidio alla Vibrata in quella di San Benedetto del Tronto-Ripatransone-Montalto.

## Storia
La diffusione del Cristianesimo avviene attorno al IV e V secolo. I secoli successivi, tuttavia, furono difficili a causa delle invasioni barbariche. Nell'VIII secolo con la donazione di Carlo Magno del territorio regionale allo Stato Pontificio la presenza religiosa diventa molto forte, fino al 1860 con l'annessione al Regno d'Italia.

## La regione ecclesiastica oggi

### Statistiche
Dati statistici secondo l'Annuario pontificio 2024:
- Superficie in km²: 9.225
- Abitanti: 1.555.756
- Parrocchie: 822
- Numero dei sacerdoti secolari: 776
- Numero dei sacerdoti regolari: 313
- Numero dei diaconi permanenti: 171

### Suddivisione
- Arcidiocesi di Ancona-Osimo
  - Diocesi di Fabriano-Matelica
  - Diocesi di Jesi
  - Prelatura territoriale di Loreto
  - Diocesi di Senigallia
- Arcidiocesi di Fermo
  - Diocesi di Ascoli Piceno
  - Arcidiocesi di Camerino-San Severino Marche
  - Diocesi di Macerata
  - Diocesi di San Benedetto del Tronto-Ripatransone-Montalto
- Arcidiocesi di Pesaro
  - Diocesi di Fano-Fossombrone-Cagli-Pergola
  - Arcidiocesi di Urbino-Urbania-Sant'Angelo in Vado

## Conferenza episcopale delle Marche
- Presidente: Nazzareno Marconi, vescovo di Macerata
- Vicepresidente: Angelo Spina, arcivescovo metropolita di Ancona-Osimo
- Segretario: Sandro Salvucci, arcivescovo metropolita di Pesaro e arcivescovo di Urbino-Urbania-Sant'Angelo in Vado

### Cronotassi dei presidenti
- Marcello Morgante (1971-1991)
- Dionigi Tettamanzi (1991)
- Odo Fusi Pecci (1991-1997)
- Franco Festorazzi (1997-2004)
- Angelo Comastri (2004-2005)
- Luigi Conti (2005-2015)
- Edoardo Menichelli (2015-2017)
- Piero Coccia (2017-2022)
- Nazzareno Marconi, dal 2022

## Diocesi marchigiane soppresse
- Diocesi di Cingoli
- Diocesi di Civitanova
- Diocesi di Falerone
- Diocesi di Numana
- Diocesi di Ostra
- Diocesi di Pausula
- Diocesi di Potenza Picena
- Diocesi di Recanati
- Diocesi di Rosella[2]
- Diocesi di Tolentino
- Diocesi di Treia
- Diocesi di Tronto
- Diocesi di Urbisaglia